# Tunchang

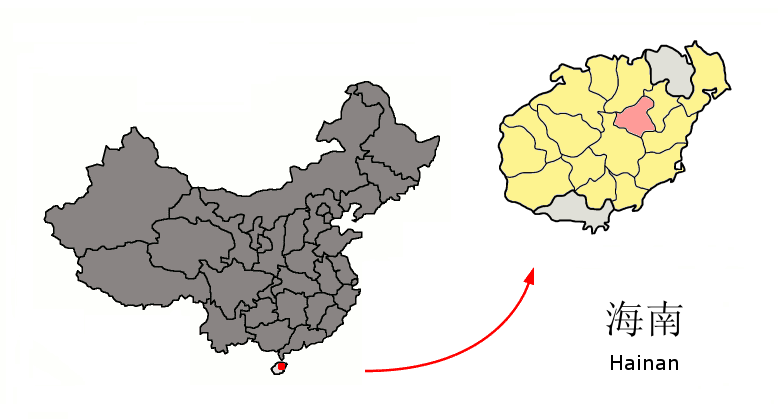
Lage Tunchangs in Hainan

Tunchang (chinesisch 屯昌县, Pinyin Túnchāng Xiàn) ist ein chinesischer Kreis der Provinz Hainan. Er hat eine Fläche von 1240 Quadratkilometern und zählt 255.335 Einwohner (Stand: Zensus 2020). Auf Kreisebene ist er direkt der Provinzregierung von Hainan unterstellt. Sein Hauptort ist die Großgemeinde Tuncheng (屯城镇).

## Geografie
Tunchang liegt im nordzentralen Teil der Insel und verbindet die nördlichen Ebenen Hainans mit den bergigen Hochlandregionen im Zentrum und Süden der Provinz.
Das Gebiet steigt allmählich von den nördlichen Ebenen an und erreicht im Süden Höhenlagen von bis zu 400 Metern. Die abwechslungsreiche Topografie umfasst sowohl landwirtschaftlich genutzte Flächen als auch bewaldete Hänge und trägt zur landschaftlichen Vielfalt der Region bei.

## Wirtschaft und Kultur
Die Wirtschaft von Tunchang ist stark von der Landwirtschaft geprägt. Zu den wichtigsten Erzeugnissen zählen tropische Früchte wie Mango und Litschi, Dehong, Naturkautschuk und Reis. In Tunchang befinden sich etwa sechs ländliche Tourismusstandorte, die Teil der wachsenden lokalen Tourismusentwicklung sind. Besonders der ökokulturelle Tourismus, der Natur, ethnisches Erbe und ländliche Erfahrungen miteinander verbindet, nimmt zu.
Die lokale Kultur ist eng mit dem traditionellen Landleben verknüpft. Bräuche orientieren sich an den Jahreszeiten des Obstanbaus sowie an gemeinschaftlichen Ritualen im Dorfleben. Im Landkreis befinden sich auch Dörfer der Li-Minderheit. Traditionelles Kunsthandwerk der Li, etwa Rattanflechtarbeiten und pflanzlich gefärbte Textilien, wird im Rahmen des lokalen Tourismus präsentiert.